# Геммікен
Геммікен (нім. Hemmiken) — громада  в Швейцарії в кантоні Базель-Ланд, округ Зіссах.

## Географія
Громада розташована на відстані близько 70 км на північний схід від Берна, 12 км на схід від Лісталя.
Геммікен має площу 3,4 км², з яких на 5,6% дозволяється будівництво (житлове та будівництво доріг), 69,8% використовуються в сільськогосподарських цілях, 24,6% зайнято лісами, 0% не є продуктивними (річки, льодовики або гори).

## Демографія
2019 року в громаді мешкало 255 осіб (-5,2% порівняно з 2010 роком), іноземців було 9%. Густота населення становила 75 осіб/км².
За віковим діапазоном населення розподілялося таким чином: 13,7% — особи молодші 20 років, 64,3% — особи у віці 20—64 років, 22% — особи у віці 65 років та старші. Було 125 помешкань (у середньому 2 особи в помешканні).
Із загальної кількості 49 працюючих 29 було зайнятих в первинному секторі, 7 — в обробній промисловості, 13 — в галузі послуг.